# الکس تبرک
الکس تقی تبرک (انگلیسی: Alex Tabarrok) اقتصاددان کانادایی-آمریکایی است که به همراه تایلر کاوئن وبلاگ اقتصادی مارجینال رولوشن را می‌نویسند. این دو استاد دانشگاه جرج میسون ویرجینا و اعضای مرکز مریکتس در این دانشگاه هستند.
تبرک همچنین اداره کننده تحقیقات در اندیشگاه مؤسسه ایندیپندنت در اوکلند است. او فرزند بهروز تبرک، مهندس مکانیک است. او دکترای خود را در سال ۱۹۹۴ از دانشگاه جرج میسن دریافت کرد.
در سال ۲۰۱۲ دیوید بروکس، تبرک را از جمله اثرگذارترین بلاگرهای راست دانست.